# Westland Wyvern
Westland Wyvern var ett brittiskt hangarfartygsbaserat attackflygplan. Flygplanet började konstrueras av Westland Aircraft under andra världskriget men blev inte färdigt förrän efter krigsslutet. Det användes under en relativt kort period under 1950-talet och sattes in i strid under Suezkrisen. Namnet kommer av det mytologiska djuret Wyvern som är ett mellanting mellan drake och lindorm.

## Utveckling
År 1944 började William Petter skissa på ett jaktflygplan med motorn Rolls-Royce Eagle, både med motorn i nosen och bakom piloten likt Bell P-39 Airacobra. Även varianter med turbopropmotor och jetmotor studerades. Dock antogs Eagle-motorn vara den enda som skulle vara tillgänglig under överskådlig tid. Royal Air Force var inte särskilt intresserade, men Amiralitetet beställde sex prototyper i november 1944. Fördelarna med turbopropmotor blev så småningom uppenbara och i augusti 1946 beställde man ytterligare tre prototyper, en med Rolls-Royce Clyde och två med Armstrong Siddeley Python. Vid det laget hade Petter lämnat Westland och gått över till English Electric och konstruktionsarbetet togs över av John Digby. Clyde-motorn hade ungefär samma effekt som Eagle-motorn men vägde nästan 500 kg mindre, vilket gjorde stor skillnad för prestandan. Arbetet på de Eagle-drivna prototyperna fortsatte och den första flög 16 december 1946. De två första prototyperna saknade beväpning och vikbara vingar, något som de följande fyra hade. Den första Clyde-drivna prototypen flög 18 januari 1949. De två Python-drivna prototyperna visade sig vara mer tillförlitliga och en förproduktionsserie om tjugo stycken flygplan beställdes.

## Konstruktion
Wyvern är ett lågvingat flygplan byggt helt i metall, huvudsakligen aluminium. Vingarna är elliptiska liknande dem på Supermarine Spitfire, men har ett tydligt knä utanför vilket vingen lutar 6° uppåt. Vingarna kan också vikas hydrauliskt vid knäet för att ta mindre plats ombord på hangarfartyg. De raka vingarna kunde i hög fart ge upphov till tryckvågor som gjorde flygplanet instabilt i sidled. För att uppväga det är fenan större än på andra flygplan av motsvarande storlek och kompletteras dessutom av två småfenor halvvägs ut på stabilisatorerna. Nosen är ovanligt lång för att ge plats för turbopropmotorn, reduktionsväxeln och de dubbla kontraroterande propellrarna. Flygplanet har fem stycken bränsletankar, en i kroppen bakom cockpit, två i de fasta vingsektionerna samt två i de vikbara vingsektionerna, om totalt 2 323 liter. Dessutom kunde extra fälltankar om 455 liter bäras under vingarna.
Beväpningen bestod av fyra stycken 20 mm Hispano-Suiza HS.404 automatkanoner, två i de vikbara delarna av vingarna och två innanför. Extern beväpning kunde hängas på fem vapenbalkar, en centerbalk under flygkroppen och två vingbalkar under vardera vinge. Vapenbalken under kroppen kunde bära en Mark XV eller Mark XVII torped på 850 kg. Torpeder var dock en ovanlig beväpning eftersom de började betraktas som omoderna efter andra världskriget. En vanligare beväpning var tre stycken 454 kg (1 000 lb) bomber, en under kroppen och en under vardera vinge. Vapenbalkarna under vingarna kunde bytas ut mot fästen för raketer, fyra under varje vinge. Standardförfarande var att raketerna bars i par under varandra vilket gjorde att sexton raketer kunde bäras.

## Användning
Flygplanen i förproduktionsserien användes för hangarfartygsprov ombord på HMS Illustrious  i juni 1950. Trots det var Wyvern ännu inte godkänd för hangarfartygsbruk när No.813 Squadron tog den i tjänst i maj 1953, något som den blev först i april 1954. Endast fyra divisioner (No.813, No.823, No.830 och No.831 Squadron) utrustades med Wyverns. I september påbörjade No.813 Squadron sin första sjökommendering i Medelhavet. Då uppdagades problem med Python-motorn som ofta stannade på grund av bränslebrist vid katapultstart, något som åtgärdades i mars 1955.
År 1956 var det No.830 Squadron ombord på HMS Eagle som var stationerad i Medelhavet. I november sattes divisionen in i operation Musketeer, Storbritanniens och Frankrikes militära insats under Suezkrisen. Inledningsvis med 454 kg (1 000 lb) bomber mot egyptiska flygbaser och därefter med RP-3–raketer och automatkanoner som flygunderstöd för de brittiska markstyrkorna. Totalt 79 uppdrag genomfördes av Wyverns under vilka två flygplan gick förlorade. Båda piloterna räddade sig med fallskärm och blev upplockade av HMS Eagles räddningshelikopter.

## Varianter
- TF Mk.1 – Förproduktionsserie med Rolls-Royce Eagle-motorer. 20 beställda men bara 7 byggda.
- TF Mk.2 – Förproduktionsserie med Armstrong Siddeley Python-motorer och katapultstolar. 20 beställda men bara 9 byggda, resterande 11 färdigställdes som TF Mk.4.
- T Mk.3 – Skolflygplan med tandemcockpit och dubbelkommando.
- TF Mk.4 – Produktionsserie. 87 byggda plus 11 ombyggda från TF Mk.2.
- S Mk.4 – Ny beteckning på TF Mk.4 efter 1951 som avspeglar dess huvudsakliga roll som attackflygplan i stället för torpedbärande jaktflygplan.

## Liknande flygplan
- Douglas A-1 Skyraider
- Breguet Vultur